# Abendverlesen
Das Abendverlesen (ABV) wird in der Schweizer Armee jeden Abend durchgeführt, um den personellen Bestand der Truppe zu überprüfen und allfällige Informationen und Kommandierungen für den Folgetag zu erläutern. Es beendet für Rekruten, Soldaten und Gefreite sowie für Obergefreite, sofern sie nicht zum Kader gehören, den Arbeitstag und den Ausgang. Nach dem Abendverlesen darf die Unterkunft ohne Bewilligung nicht mehr verlassen werden.

## Prozedere
Geführt wird das Abendverlesen (früher «ZV Zimmerverlesen» genannt) durch den Hauptfeldweibel beziehungsweise dessen Stellvertreter.
In der Rekrutenschule wird für jedes Truppenzimmer  ein Zimmerchef kommandiert, der am Abendverlesen anwesend ist. Er meldet dem Hauptfeldweibel den Zimmerbestand und nimmt dessen Informationen entgegen, um diese der Truppe seines Zimmers weiterzugeben. Die Truppe muss entweder vor dem Bett im Ruhn stehen oder im Bett liegen. Während dem ABV herrscht absolute Ruhe in den Zimmern.